# Longuenée-en-Anjou
Longuenée-en-Anjou ist eine französische Gemeinde mit 6.453 Einwohnern (Stand: 1. Januar 2022) im Département Maine-et-Loire in der Region Pays de la Loire. Sie gehört zum Arrondissement Angers und zum Kanton Angers-4 (die Ortschaft Pruillé gehört zum Kanton Tiercé). Die Einwohner werden Longuenéens genannt.
Longuenée-en-Anjou wurde zum 1. Januar 2016 als commune nouvelle aus den Gemeinden La Membrolle-sur-Longuenée, La Meignanne, Le Plessis-Macé und Pruillé gebildet. Der Verwaltungssitz befindet sich in la Membrolle-sur-Longuenée.

## Geographie
Longuenée-en-Anjou liegt etwa acht Kilometer nordwestlich des Stadtzentrums von Angers an der Mayenne. Umgeben wird Longuenée-en-Anjou von den Nachbargemeinden Grez-Neuville im Norden, Sceaux-d’Anjou im Nordosten, Feneu im Osten und Nordosten, Montreuil-Juigné im Osten, Avrillé im Südosten, Beaucouzé im Süden, Saint-Lambert-la-Potherie im Süden und Südwesten, Saint-Clément-de-la-Place im Westen sowie Erdre-en-Anjou im Nordwesten.

## Gliederung
| Ortsteil                                     | ehemaliger INSEE-Code | Fläche (km²) | Einwohnerzahl (2014) |
| -------------------------------------------- | --------------------- | ------------ | -------------------- |
| La Meignanne                                 | 49196                 | 23,39        | 2235                 |
| La Membrolle-sur-Longuenée (Verwaltungssitz) | 49200                 | 09,44        | 2027                 |
| Le Plessis-Macé                              | 49242                 | 07,99        | 1230                 |
| Pruillé                                      | 49251                 | 12,68        | 0719                 |

## Sehenswürdigkeiten

### La Membrolle-sur-Longuenée
- Kirche Saint-Pierre
- Wassermühle La Roussière
- Wald von Longuenée

### La Meignanne
- Dolmen von Fessine
- Kirche Saint-Venant aus dem 19. Jahrhundert
- Altes Pfarrhaus von 1738 (seit 2006 Rathaus)
- Schloss Saint-Quentin aus dem 19. Jahrhundert
- Schloss Saint-Venant aus dem 19. Jahrhundert
- Schloss La Goujonnaie aus dem 18./19. Jahrhundert
- Schloss La Cailleterie aus dem 18. Jahrhundert
- Schloss La Filotière
- Turm der Mühle La Coudre
- Mühlen La Tansolière und La Farauderie

### Le Plessis-Macé
- Kirche Saint-Pierre aus dem Jahre 1472
- Schloss Le Plessis-Macé aus dem 12. Jahrhundert, Umbauten aus dem 14. Jahrhundert

### Pruillé
- Kirche Saint-Symphorien

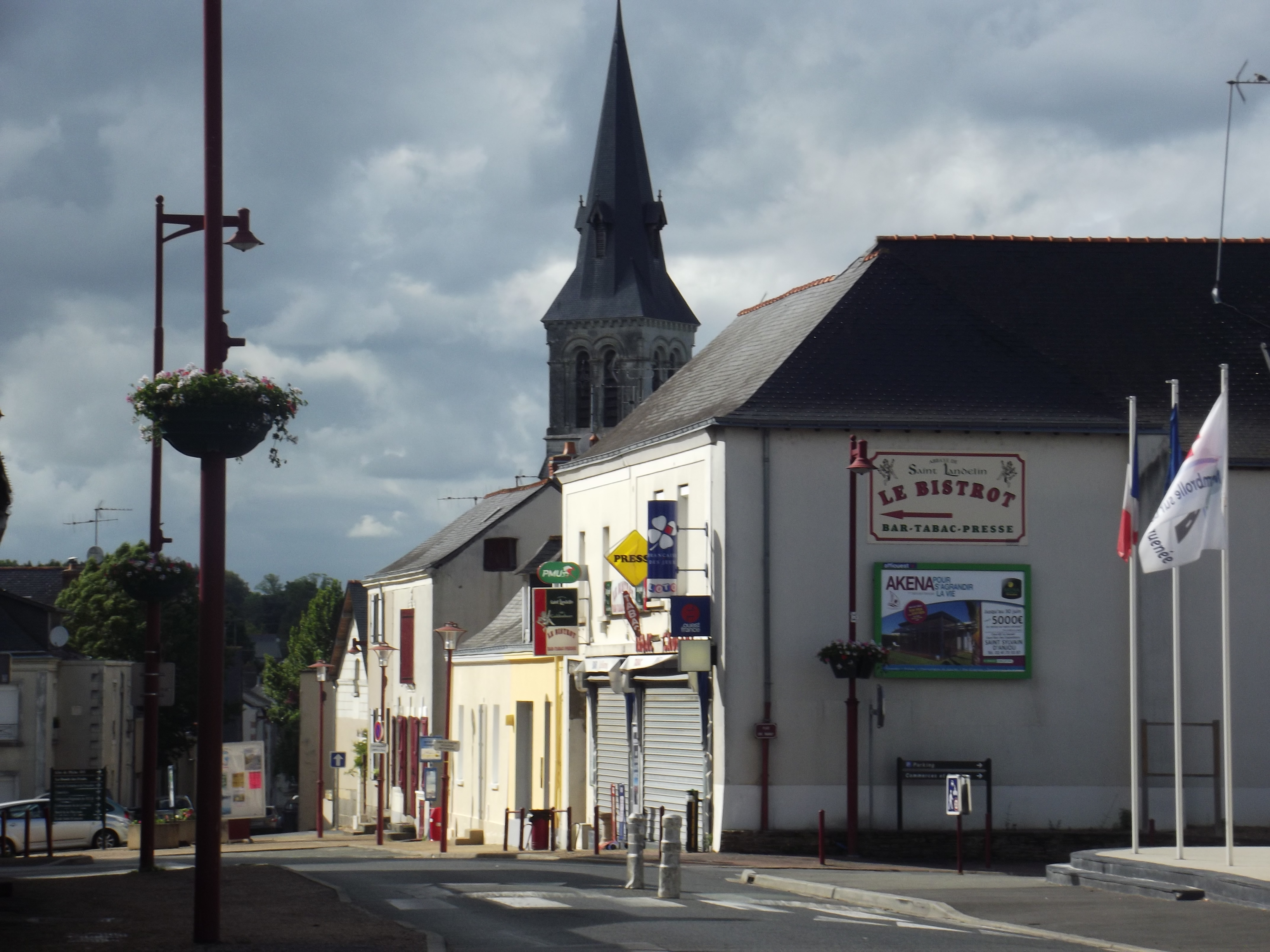
Ortszentrum von La Membrolle mit der Kirche Saint-Pierre
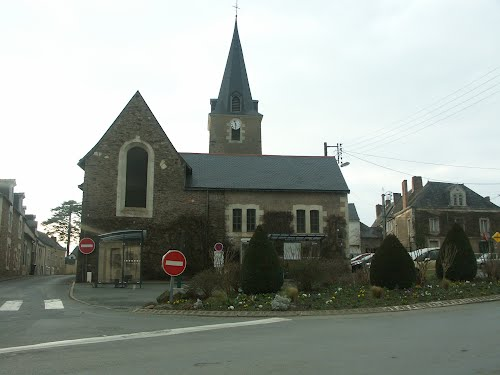
Kirche Saint-Venant in La Meignanne
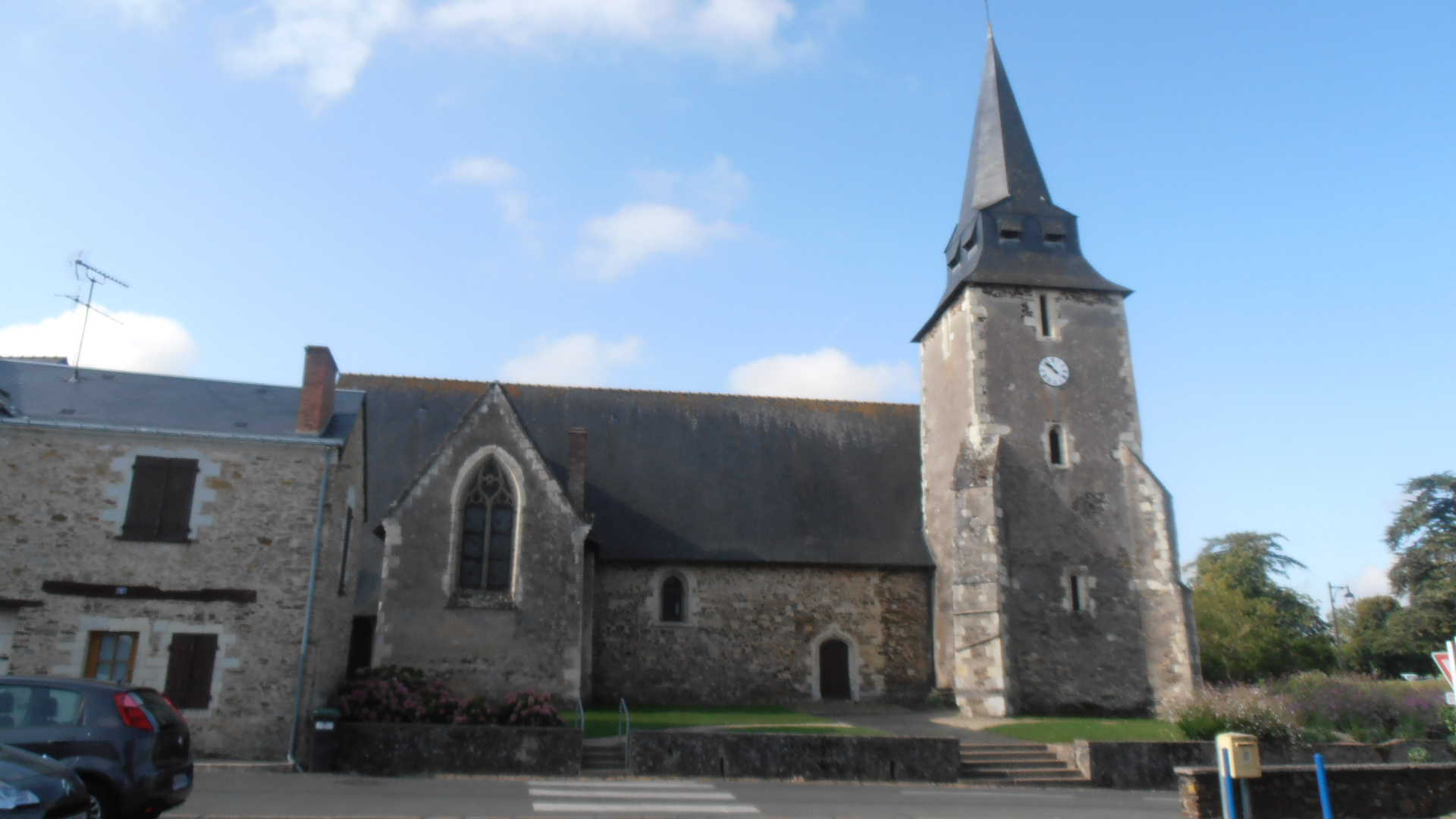
Kirche Saint-Pierre in Le Plessis-Macé
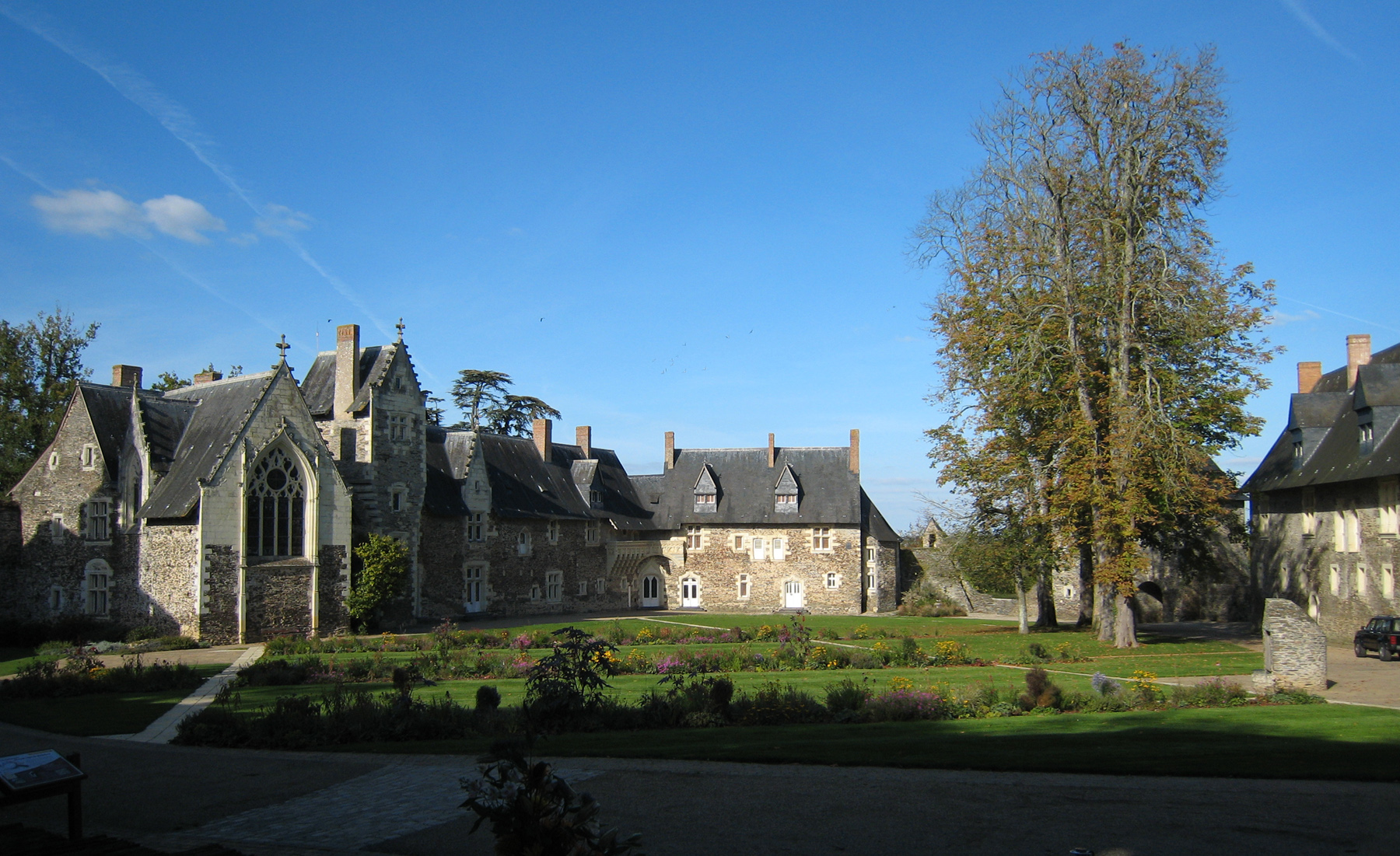
Schloss Le Plessis-Macé
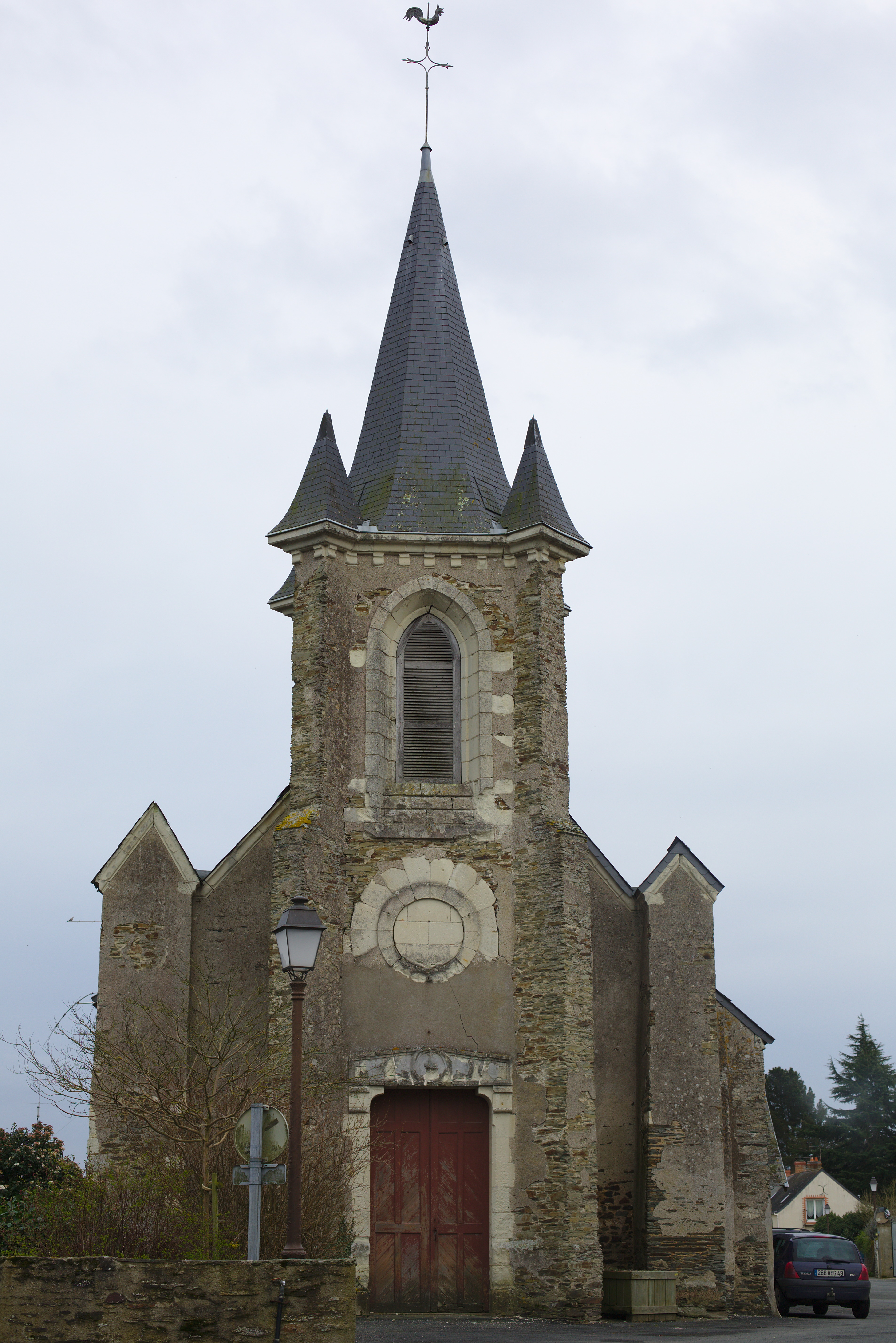
Kirche St Symphorien in Pruillé

## Gemeindepartnerschaft
Mit der deutschen Gemeinde Alfhausen in Niedersachsen besteht seit 2017 (seit 1997 schon mit dem Ortsteil La Meignanne) eine Partnerschaft.